# Сисаль

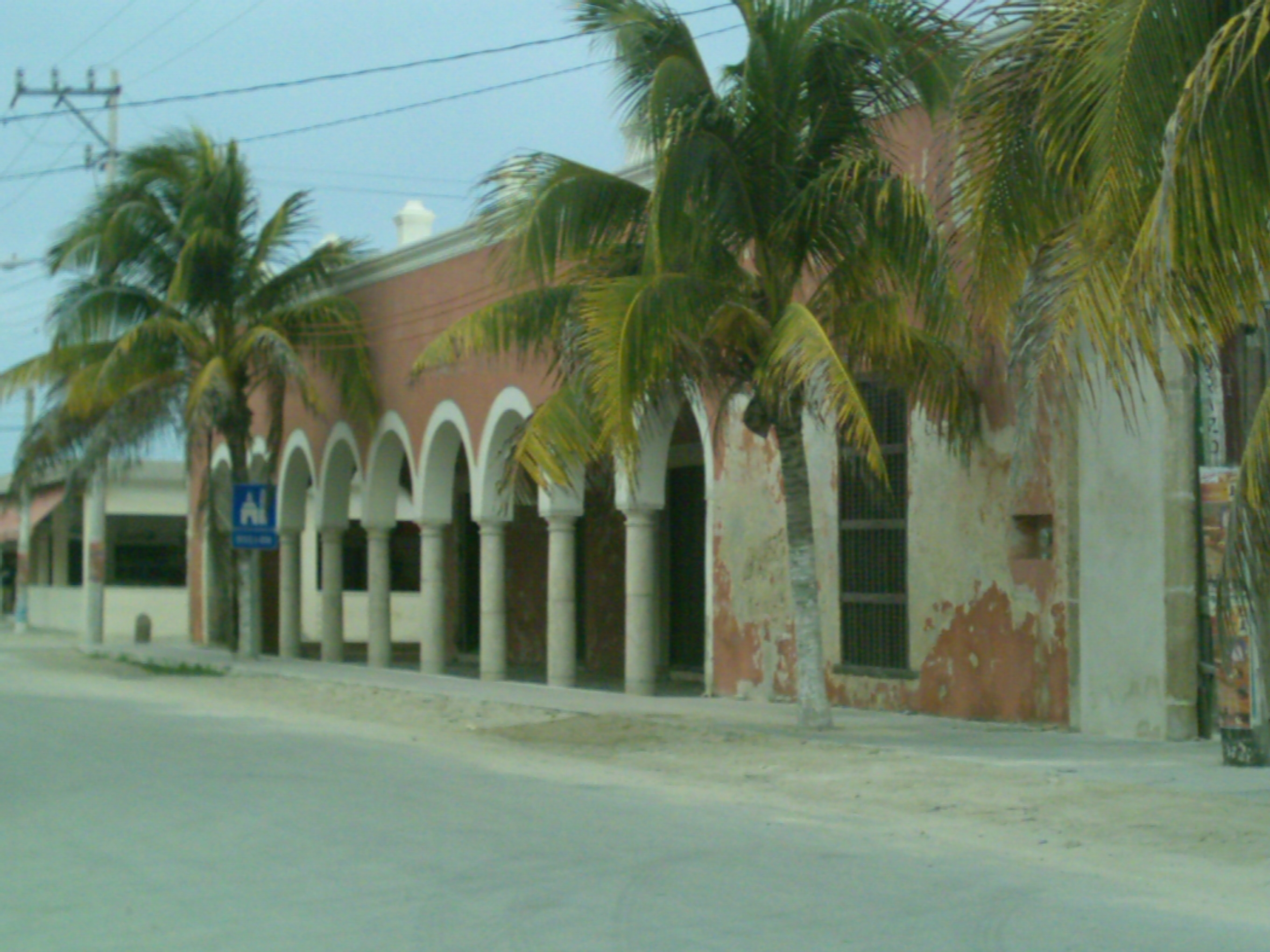
Будівлі колоніального періоду

Сисаль (ісп. Sisal) — портове місто в Мексиці, штат Юкатан, муніципалітет Хунукма. Розташований за 53 км на північ північний захід від Меріди. Чисельність населення, за даними перепису 2020 року, склала 2078 осіб[джерело?].

## Населення
| Чисельність жителів Сисаля за роками |      |      |
| 2005                                 | 2010 | 2020 |
| 1672                                 | 1837 | 2078 |